# Нащёкинское сельское поселение
Нащёкинское сельское поселение — муниципальное образование в Аннинском районе Воронежской области России.
Административный центр — село Нащёкино.

## Административное деление
- село Нащёкино,
- село Студёное,
- посёлок Романовка,
- посёлок Зеленёвка.

## Население
| 2000 | 2005  | 2010 | 2012 | 2013 | 2014 | 2015 | 2016 | 2017 |
| ---- | ----- | ---- | ---- | ---- | ---- | ---- | ---- | ---- |
| 1323 | ↘1193 | ↘979 | ↘937 | ↘923 | ↘896 | ↘880 | ↘871 | ↘842 |
| 2018 | 2019  | 2020 | 2021 |      |      |      |      |      |
| ↗846 | ↘808  | ↘797 | ↘760 |      |      |      |      |      |